# Türksat (azienda)
Türksat Uydu Haberleşme ve Kablo TV İşletme A.Ş. è l'unico operatore satellitare in Turchia. Fu fondata come un'azienda pubblica. Turksat AS possiede una quota del 75% di Eurasiasat SAM ed è stata fondata nel 1996 assieme ad Alcatel Space per costruire e lanciare il satellite Turksat 2A (Eurasiasat 1) nel 2001. La società ha il suo quartier generale a Gölbaşı, nei pressi di Ankara.

## Satelliti
Türksat A.Ş. ha lanciato i satelliti di telecomunicazione Türksat, fra cui il Türksat 1B, primo satellite turco lanciato con successo. Attualmente opera attraverso i satelliti Turksat 1C, Turksat 2A, Turksat 3A and Astra 1D (in affitto).